# Francesco Chiesa

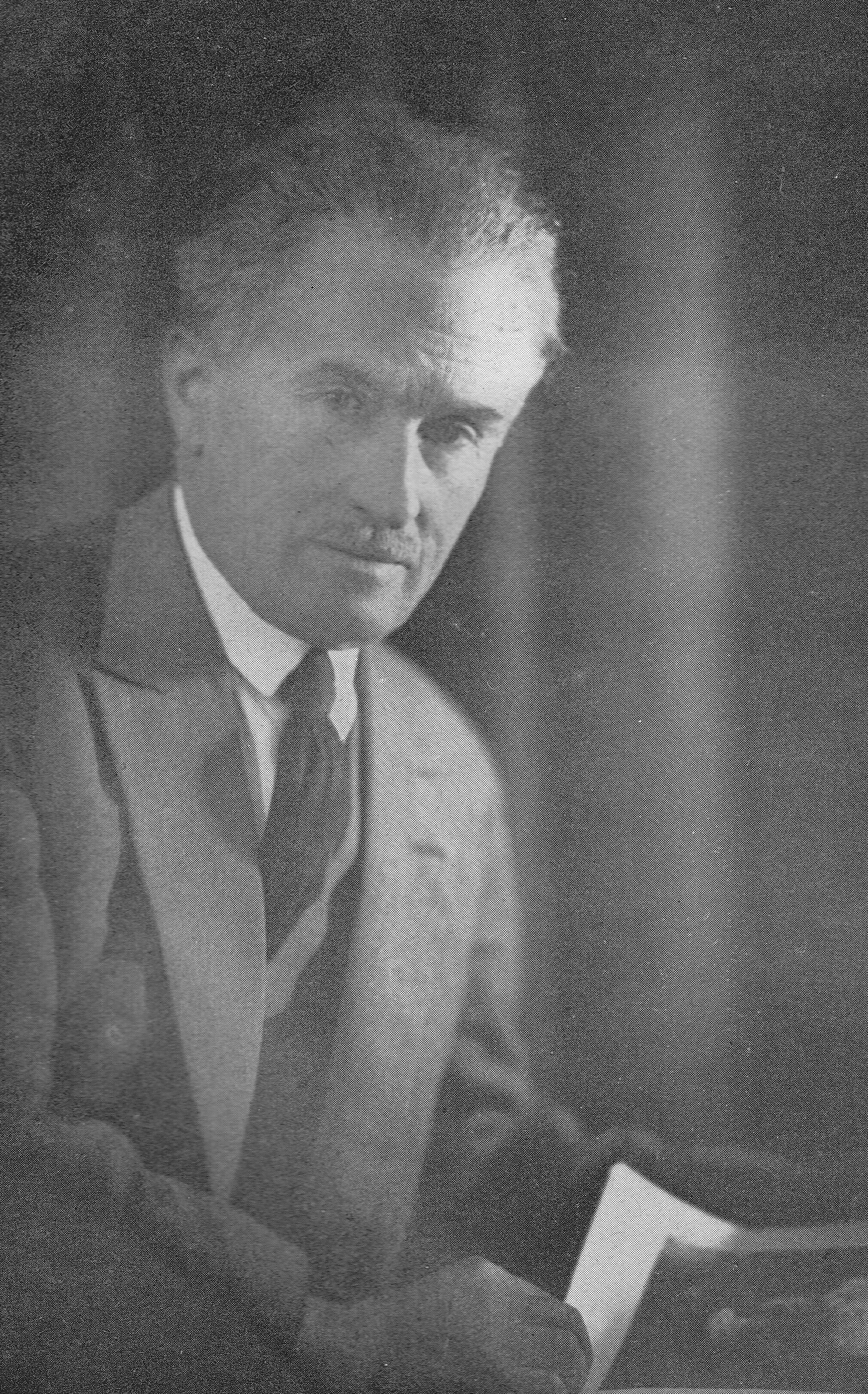
Francesco Chiesa

Francesco Chiesa (* 5. Juli 1871 in Sagno bei Mendrisio; † 13. Juni 1973 in Lugano) war ein Schweizer Schriftsteller und Dichter der italienischsprachigen Schweiz.

## Leben
Francesco Chiesa studierte zunächst Rechtswissenschaft und arbeitete als Sekretär des Staatsanwalts des Kantons Tessin, ehe er sich der Kunst und Literatur zuwandte. Er wurde Lehrer für Literatur und Kunstgeschichte am Liceo in Lugano, später dann Rektor dieser Schule.

## Werke
Francesco Chiesa ist der bekannteste Autor der italienischsprachigen Schweiz. Vor allem als Lyriker bedeutend, verfasste er feinfühlige, zarte, aber auch humorvolle Gedichte und Erzählungen, daneben auch Romane. Er dominierte mit seiner konservativen Schreibweise und durch sein langes Leben die Tessiner Literatur im 20. Jahrhundert.
Bekannt wurde er zunächst durch seine klassizistischen Sonette Calliope, später war er vor allem erfolgreich durch die Erzählbände Racconti puerili und Tempo di marzo, in denen er selbsterlebte Erinnerungen an seine Kindheit im Tessin beschrieb. Chiesa hatte auch in Italien grossen Erfolg.
Als 100-Jähriger publizierte er die Sonetti di San Silvestro (1971).

## Ehrungen
- 1928 erhielt er für sein Lebenswerk den Grossen Schillerpreis.
- Der Schweizer Bildhauer Mario Bernasconi schuf eine Büste von Francesco Chiesa.

## Mitgliedschaften
Francesco Chiesa war Präsident der tessinischen Sektion der Dante-Alighieri-Gesellschaft in Bellinzona.

## Werke
- Bisbino, Bellinzona, Tipografia Eredi Carlo Colombi, Bellinzona 1893
- Preludio, Gedichte, F.Fontana, L.Mondaini, Milano 1897
- Lettere dalla repubblica dell'Iperbole, 1899
- La reggia, Baldini e Castoldi, Milano 1904
- Calliope, Sonette, Lugano, Egisto Cagnoni, Società editrice Avanguardia, 1907 (dt. Kalliope, St. Gallen 1959)
- I viali d'oro, Gedichte,  A.F. Formiggini, Modena 1911, 1928
- Istorie e favole, Genova, Formiggini, 1913 (dt. Historien und Legenden, Zürich 1914)
- Blätter unter der Asche in Tagen lodernder Flammen, dt. Zürich 1915
- Poesie e prose, Zürich, Orell Fuessli, 1915
- Versetti, Tipografia Luganese Sanvito,  Lugano 1918
- Fuochi di primavera, Gedichte,  A.F. Formiggini, Roma 1919
- Consolazioni, Gedichte,  N.Zanichelli, Bologna 1921
- Racconti puerili, Erzählungen, Milano, Treves, 1921 (dt. Bubengeschichten, München 1922)
- Tempo di marzo, Erzählung, Milano, Treves, 1925 (dt. Märzenwetter, Zürich 1927)
- L'altarino di stagno e altri racconti, Erzählungen, Milano, Treves, 1926
- Versi,  Direzione della Nuova Antologia, Roma 1926
- Racconti del mio orto, Erzählungen,  Nuova Antologia, Roma 1927
- Villadorna, Roman,  Mondadori, Milano 1928 (dt. Villa dorna, Bern 1941)
- Compagni di viaggio,  A. Mondadori, Milano 1931 (daraus dt. Zwei Novellen: Claudia. Don Achille, Zürich 1941)
- I romanzi che non scriverò,  Nuova Antologia, Roma, 1932
- La stellata sera, Gedichte,  Mondadori, Milano 1933
- Scoperte nel mio mondo,  A.Mondadori, Milano 1934
- Voci nella notte,  A.Mondadori, Milano 1935
- Sant'Amarillide, Roman,  A.Mondadori, Milano 1938 (dt. Sankt Amaryllis, Einsiedeln 1939)
- Passeggiate,  A.Mondadori, Milano 1939
- Racconti del passato prossimo, Erzählungen,  Mondadori, Milano 1941 (dt. Schicksal auf schmalen Wegen, Einsiedeln 1943)
- Sei racconti dinanzi al folclore, Erzählungen,  Edizioni svizzere per la gioventù, Zürich 1941
- Io e i miei,  Mondadori, Milano 1944
- Ricordi dell'età minore,  Istituto Editoriale Ticinese, Bellinzona 1948
- mit Valerio Abbondio, Giuseppe Zoppi, Il diradarsi della nebbia, Tipografia luganese, Lugano 1950
- L'artefice malcontento, Gedichte, A. Mondadori, Milano 1950
- La zia Lucrezia, Società editrice internazionale, Torino 1956
- La scatola di pergamena,  Ed. del Cantonetto, Lugano 1960
- Ricordi dell'età minore,  Istituto Editoriale Ticinese, Bellinzona 1963
- Altri racconti, Erzählungen,  Edizioni del Cantonetto, Lugano 1964
- Sonetti di San Silvestro,  Scheiwiller, Milano 1971
- Tempo di marzo,  Cantonetto, Lugano 1971
- Raduno a sera di pagine sparse, Mario Agliati (Hrsg.),  Grassi, Istituto Editoriale Ticinese, Bellinzona 1972
- Tre noci in un cestello,  Giulio Topi, Lugano 1972
- Lettere iperboliche, neue Auflage, Pierre Codiroli (Hrsg.), Armando Dadò, Locarno 1976
- Casi della vita: tre racconti,  Pro Senectute Ticino, Lugano 1990.

Kunstgeschichtliche Schriften
- Arte lusso e moda. Tipografia Eredi Carlo Colombi, Bellinzona 1896
- Svizzera e Ticino: tre discorsi tenuti nel 1913. Tipografia luganese, Lugano 1914
- Un anno di storia nostra: 1848. Corriere del Ticino, Lugano 1915
- L’attività artistica delle popolazioni ticinesi e il suo valore storico. Orell Füssli, Zürich 1916 (Die künstlerische Betätigung des Tessiner Volkes und ihr geschichtlicher Wert. Zürich 1916)
- Per la inaugurazione del Museo Vincenzo Vela: Ligornetto, 13 maggio 1919. Grassi&Co, Bellinzona 1919
- Vita e miracoli di santi e di profani. Treves, Milano 1922
- Dante Alighieri, Alessandro Manzoni: discorsi commemorativi. Grassi&Co, Bellinzona 1924
- Giuseppe Cattori, Francesco Chiesa, Guido Villa, In onore di Romeo Manzoni: discorsi commemorativi. Rezzonico & Pedrini, Lugano 1924
- L’opera dei nostri artisti fuori del Ticino. Grassi&Co, Lugano 1928
- Monumenti storici e opere d’arte esistenti nel Cantone Ticino. Grassi&Co, Lugano 1928
- Svizzera italiana. Nemi, Firenze 1931
- Das Bürgerhaus in der Schweiz. Bd. 26 Kanton Tessin, Zürich 1934
- Giuseppe Motta.  Istituto Editoriale Ticinese, Bellinzona 1940
- Vincenzo Vela.  S.A. Tipografia editrice, Lugano 1941
- Galateo della lingua. La scuola, Bellinzona 1942
- Monumenti storici e artistici del Cantone Ticino restaurati dal 1910 al 1945. Grassi&Co, Bellinzona 1946
- Commento a "Piccolo mondo antico". Eredi fu E. Stucchi, Mendrisio 1950
- Cantone Ticino. Armando Dadò, Locarno 1984–1985
- La casa borghese nella Svizzera: Cantone Ticino.  Armando Dadò, Locarno 1984.

Übersetzungen
- Anatole France: Taide. Mondadori, Mailand 1932.
- Anatole France: Trade. All’insegna della "reine pédauque"; Il giglio rosso; Crainquebille. Club degli Editori, 1964

## Verfilmungen
- 1986: Unschuld (L'innocenza)